# Film fantastic
Filmele fantastice sunt filme cu teme fantastice care implică de obicei evenimente magice și supranaturale, creaturi inexistente sau lumi fantastice exotice. Genul este considerat a fi diferit de filmul științifico-fantastic, filmul de basme și de filmul de groază, deși aceste genuri se suprapun de obicei. Filmele fantastice prezintă adesea elemente de magie, mitologie, supranatural și extraordinar.

## Subcategorii
Pot fi identificate mai multe subcategorii de filme fantastice (fantasy), deși delimitările dintre aceste subgenuri, la fel ca în literatura fantastică, sunt oarecum fluide.
Subgenuri frecvente de fantezie descrise în filme sunt fantezia epică (sau înaltă) și sabia și vrăjitoria. Ambele folosesc în mod obișnuit decoruri cvasimedievale, vrăjitori, creaturi magice și alte elemente asociate în mod obișnuit cu poveștile fantastice.
Filmele de fantezie epică tind să prezinte lumi fantastice mai elaborat dezvoltate și pot fi, de asemenea, mai orientate spre personaje sau mai complexe tematic. Adesea, ele prezintă un erou cu origini umile și o distincție clară între bine și rău, unul împotriva celuilalt într-o luptă epică. Mulți cercetători citează romanul Stăpânul inelelor al lui J. R. R. Tolkien drept exemplul modern prototip de fantezie epică în literatură, iar recenta adaptare cinematografică a cărților de către Peter Jackson este un bun exemplu al subgenului de film de fantezie epică.
Filmele de sabie și vrăjitorie tind să fie mai mult bazate pe intrigă decât fantezie și se concentrează în mare măsură pe secvențe de acțiune, deseori punând un războinic puternic fizic, dar nesofisticat, împotriva unui vrăjitor rău sau a altui inamic cu puteri supranaturale. Deși filmele de sabie și vrăjitorie descriu uneori o bătălie epică între bine și rău, asemănătoare cu cele întâlnite în multe filme de fantezie epică, ele pot prezenta alternativ eroul ca având motivații mai imediate, cum ar fi nevoia de a proteja o fată sau un sat vulnerabil, sau chiar fiind condus de dorința de răzbunare.
Adaptarea cinematografică din 1982 a lui Robert E. Howard, Conan Barbarul, de exemplu, este o poveste personală (neepică) referitoare la căutarea eroului de a se răzbuna și la eforturile sale de a dejuca un singur megaloman, salvând în același timp o prințesă frumoasă. Unii critici se referă la astfel de filme prin termenul sabie și sandale (peplum), mai degrabă decât sabie și vrăjitorie, deși alții ar susține că eticheta sabie și sandale ar trebui să fie rezervată doar pentru subgenul filme fantastice care au loc în vremuri străvechi pe planeta Pământ, iar alții ar extinde termenul pentru a include filme care nu au niciun element fantastic. Pentru unii, termenul sabie și sandale are conotații peiorative, desemnând un film cu un scenariu de calitate scăzută, actorie proastă și valori de producție slabe.
Un alt subgen important al filmelor fantastice care a devenit mai popular în ultima perioasă este fantezia contemporană. Astfel de filme prezintă efecte magice sau evenimente supranaturale care se petrec în lumea „reală” de astăzi.
Filmele de acțiune live și de animație, cum ar fi Mary Poppins de la Disney, Un dragon pe nume Elliott, Magie în New York și filmul lui Robert Zemeckis Cine vrea pielea lui Roger Rabbit? sunt, de asemenea, filme fantastice, deși sunt denumite mai des ca hibrizi de acțiune live/animație (2 dintre acestea sunt clasificate și ca muzicale).
Filmele fantastice plasate în viața de apoi, numite de fantezie bangsiană, sunt mai puțin frecvente, deși filme precum comedia lui Albert Brooks din 1991 Orașul Judecații de Apoi s-ar califica probabil. Alte subgenuri neobișnuite includ fantezia istorică și fantezia romantică, deși Pirații din Caraibe: Blestemul Perlei Negre din 2003 a încorporat cu succes elemente ale ambelor.
Filmele cu supereroi și filmele de basm ar putea fi fiecare considerate subgenuri ale filmelor fantastice, deși majoritatea s-ar clasifica ca genuri de film complet separate.

## Filmele fantastice și industria cinematografică
Ca gen cinematografic, fantasticul nu a fost luat în considerare la fel de mult ca genul înrudit al filmului științifico-fantastic. În trecut, filmele fantastice au avut de-a face adesea cu „suferințele” subgenului peplum: producții inferioare, actorie exagerată și efecte speciale semnificativ slabe; toate au fost un factor semnificativ în respectul scăzut față de filmul fantastic.
Cu toate acestea, de la începutul anilor 2000, genul și-a atras într-un fel o nouă apreciere, determinată în principal de adaptările de succes ale seriei Stăpânul inelelor a lui J. R. R. Tolkien și ale seriei Harry Potter a lui J. K. Rowling. Trilogia Stăpânul Inelelor a lui Jackson este remarcabilă datorită amplorii sale ambițioase, tonului serios și complexității tematice. Aceste filme au avut un succes comercial și critic fenomenal, iar cea de-a treia parte a trilogiei a devenit primul film fantastic care a câștigat vreodată Premiul Oscar pentru cel mai bun film. Seria Harry Potter a fost un succes financiar extraordinar, a obținut elogii critici pentru design, rafinamentul tematic și profunzimea emoțională, realismul și întunecimea mai apăsate, complexitatea narativă și caracterizarea și se mândrește cu o bază de fani enormă și loială.
După succesului acestor producții, studiourile de la Hollywood au dat undă verde pentru proiecte suplimentare cu buget mare în acest gen. Acestea au inclus adaptări ale primei, a doua și a treia cărți Cronicile din Narnia de C. S. Lewis și a romanului pentru adolescenți Eragon de Christopher Paolini, precum și adaptări ale Vestitorii întunericului de Susan Cooper, Inimă de cerneală de Cornelia Funke, Busola de aur de Philip Pullman, Cronicile Spiderwick de Holly Black; au mai apărut serialul TV Nickelodeon Avatar: Legenda lui Aang și segmentul Fantasia (împreună cu poezia originală a lui Johann Wolfgang von Goethe) Ucenicul vrăjitor.
Multe filme fantastice începând cu anii 2000, cum ar fi filmele Stăpânul Inelelor, prima și a treia adaptare Narnia și prima, a doua, a patra și a șaptea adaptare Harry Potter au fost lansate de obicei în luna noiembrie sau decembrie. Acest lucru este în contrast cu filmele SF, care sunt adesea lansate în timpul verii emisferei nordice (iunie-august). Cu toate acestea, cele 3 filme din Pirații din Caraibe au fost lansate în iulie 2003, iulie 2006 și, respectiv, mai 2007, iar cele mai recente lansări din seria Harry Potter au fost lansate în iulie 2007 și iulie 2009. Succesul comercial uriaș al acestor filme poate indica o schimbare în abordarea Hollywood-ului față de lansările de filme fantastice.
Scenaristul și cercetătorul Eric R. Williams identifică filmele fantastice ca fiind unul dintre cele unsprezece super-genuri din taxonomia sa a scenariștilor, susținând că toate filmele narative de lungmetraj pot fi clasificate după aceste super-genuri. Celelalte 10 super-genuri sunt de acțiune, polițist, groază, romantism, științifico-fantastic, slice of life, sport, thriller, război și western.

## Istorie

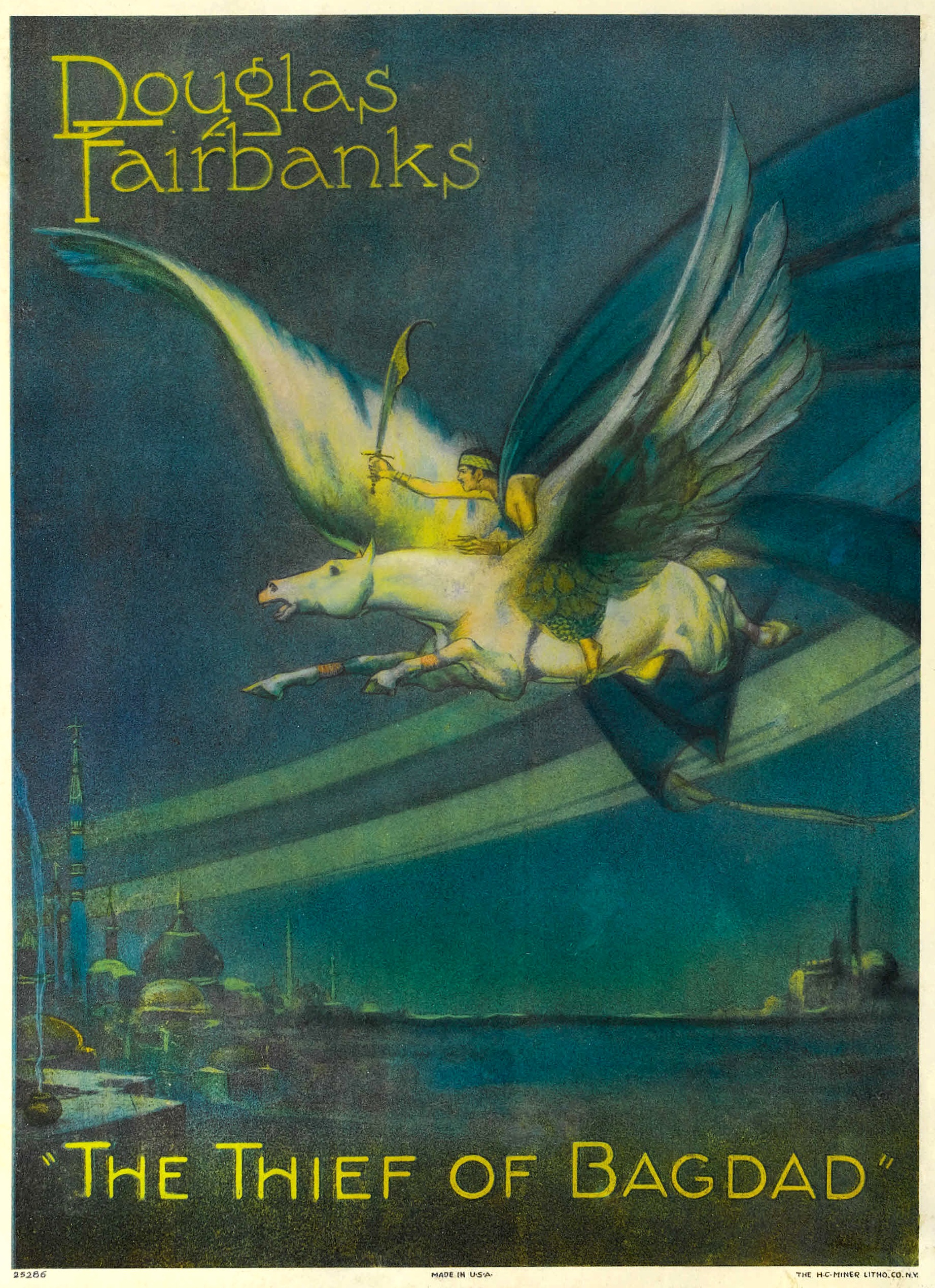
Afișul filmului Hoțul din Bagdad de Douglas Fairbanks (1924)

Filmele fantastice au o istorie aproape la fel de veche ca mediul în sine. Cu toate acestea, filmele fantastice au fost relativ puține până în anii 1980, când tehnicile de filmare de înaltă tehnologie și interesul sporit al publicului au făcut ca genul să înflorească.
Pentru o listă mai completă de filme fantastice notabile vezi: Listă de filme fantastice.

### Anii 1900–1920
În epoca filmului mut, cele mai vechi filme fantastice au fost cele realizate de pionierul cinematografiei Georges Méliès. Cel mai faimos dintre acestea a fost Voiajul în lună din 1902. În Epoca de Aur a filmului mut (1918–1926), cele mai remarcabile filme fantastice au fost Hoțul din Bagdad de Douglas Fairbanks (1924), Nibelungii (1924)  și Moartea obosită (1921), ambele de Fritz Lang. Alte filme notabile ale genului au fost: povestea romantică cu fantome a lui F.W. Murnau, Phantom, Tarzan of the Apes, cu Elmo Lincoln în rol principal, și The Sorrows of Satan de D. W. Griffith.

### Anii 1930
După apariția filmelor sonore, au fost realizate producții pentru publicul de toate vârstele: de la Albă ca Zăpada și cei șapte pitici din 1937 până la Vrăjitorul din Oz din 1939. De asemenea, notabil în această epocă, emblematicul film King Kong din 1933 împrumută foarte mult din subgenul lume pierdută al ficțiunii fantastice, la fel ca și filme precum adaptarea din 1935 a romanului lui H. Rider Haggard, Ea, despre o expediție africană care descoperă o regina nemuritoare cunoscută sub numele de Ayesha, „Ea care trebuie ascultată”. Filmul lui Frank Capra, Ultimul orizont, din 1937, a dus publicul în regatul fantastic din Himalaya, Shangri-La, unde locuitorii nu îmbătrânesc în mod magic. Alte filme fantastice remarcabile din anii 1930 sunt: Tarzan omul maimuță în 1932, cu Johnny Weissmuller în rolul principal, care a început o serie de succes de filme cu sonor bazate pe romanele de fantezie de aventuri ale lui Edgar Rice Burroughs și Atlantida de G. W. Pabst din 1932.
În 1932, a fost lansat filmul cu monștri de la Universal Studios Mumia, care a combinat groaza cu o întorsătură romantică de fantezie. Printre filmele deceniului mai „ușoare” de comedie se numără drama romantică din 1934 Death Takes a Holiday, în care Fredric March este Moartea care preia un corp uman pentru a experimenta viața timp de trei zile și Topper din 1937, în care un bărbat este bântuit de două fantome iubitoare de distracție care încearcă să-i facă viața ceva mai incitantă.

### Anii 1940
În anii 1940 au apărut câteva filme fantastic color produse de Alexander Korda, inclusiv Hoțul din Bagdad (1940), un film la fel de bun ca Vrăjitorul din Oz și Cartea Junglei (1942). În 1946, adaptarea clasică a lui Jean Cocteau, Frumoasa și Bestia, a fost lăudată pentru elementele sale suprareale și pentru transcenderea granițelor genului basmului. Sinbad marinarul (1947), cu Douglas Fairbanks Jr., a dat senzația unui film fantastic, dar nu are de fapt niciun element de fantezie.
Alte filme care prezintă întâlniri supranaturale și aspecte ale fanteziei bangsiene au fost produse în anii 1940 în timpul celui de-al Doilea Război Mondial. Printre acestea se numără Beyond Tomorrow, The Devil and Daniel Webster și Noul Domn Jordan, toate din 1941, Raiul mai poate aștepta, musicalul Casa din cer (1943), comedia The Horn Blows at Midnight și filme romantice ca The Ghost and Mrs. Muir (1947), Un pic de Venus și Portretul lui Jennie, ambele din 1948.
O anticipare uluitoare a genului „sabie și vrăjitorie” a fost făcută în 1941 în Italia de Alessandro Blasetti. Coroana de fier prezintă luptele a două regate imaginare în jurul legendarei Coroane de Fier (din punct de vedere istoric, vechea coroană a Italiei), cu război, cruzime, trădare, eroism, sex, magie și misticism, un vârtej de evenimente preluate din orice basm și legendă posibilă pe care Blasetti le-a putut găsi. Acest film nu seamănă cu nimic făcut înainte; într-adevăr, având în vedere că a fost terminat cu cincisprezece ani înainte de publicarea Stăpânului Inelelor, invenția sa a unei mitologii epice vaste, naționale, este un act de geniu.
Deși nu este clasificat ca un film fantastic, Ridicați ancora! (Anchors Aweigh) a avut o secvență fantastică numită „Regele care nu a putut dansa” în care Gene a interpretat un cântec și un număr de dans cu Jerry Șoarecele din Tom și Jerry.
Deoarece aceste filme nu prezintă elemente comune ale fanteziei epice sau de sabie și vrăjitorie, unii critici moderni nu le consideră exemple ale genului fantastic.

### Anii 1950
În anii 1950 au existat câteva filme fantastice importante, inclusiv Darby O'Gill și spiridușii și Cele 5000 de degete ale Doctorului T., acesta din urmă scris de Dr. Seuss. Trilogia orfică a lui Jean Cocteau, începută în 1930 și finalizată în 1959, se bazează pe mitologia greacă și poate fi clasificată fie ca film fantastic sau suprarealist, în funcție de modul în care sunt trasate granițele dintre aceste genuri. Regizorul de fantezie rus Aleksandr Ptușko a creat trei epopee mitologice din basmele rusești, Sadko (1953), Balada voinicului (1956) și Sampo (1959). Filmul din 1953 al regizorului japonez Kenji Mizoguchi, Povestirile lunii palide după ploaie, se bazează pe poveștile clasice japoneze cu fantome de dragoste și trădare.
Alte filme notabile din anii 1950 care prezintă elemente fantastice și sunt uneori sunt clasificate astfel sunt Harvey (1950), în care apare o púca din mitologia celtică; Scrooge, adaptarea lui Brian Desmond Hurst din 1951 a Colindei de Crăciun de Charles Dickens; și capodopera lui Ingmar Bergman din 1957, A șaptea pecete. Filmul de animație Disney din 1951, Alice în Țara Minunilor este, de asemenea, un clasic al fanteziei.
Au apărut, de asemenea, mai multe filme fantastice cu buget redus, de obicei bazate pe mitologia greacă sau arabă. Cel mai notabil dintre acestea ar putea fi A șaptea călătorie a lui Sinbad din 1958, cu efecte speciale de Ray Harryhausen și muzică de Bernard Herrmann.

### Anii 1960
Ray Harryhausen a lucrat la o serie de filme fantastice în anii 1960, cel mai important fiind Iason și Argonauții (1963). Mulți critici au considerat acest film capodopera lui Harryhausen pentru statuile, scheletele, harpiile, hidra și alte creaturi mitologice animate stop-motion. Alte colaborări fantastice și științifico-fantastice  ale lui Harryhausen din acest deceniu includ adaptarea din 1961 a Insulei misterioase a lui Jules Verne, filmul criticat Aventuri în preistorie (1966) cu Raquel Welch și Valea lui Gwangi (1969).
Valorificând succesul genului de sabie și sandale, au fost realizate mai multe filme italiene B bazate pe mitul clasic, inclusiv seria Maciste. În rest, anii 1960 au fost aproape în totalitate lipsiți de filme fantastice. Filmul fantastic Cele șapte fețe ale Doctorului Lao, în care Tony Randall a interpretat mai multe personaje din mitologia greacă, a fost lansat în 1964. Însă adaptarea din 1967 a musicalului de pe Broadway, Camelot, a eliminat majoritatea elementelor fantastice din clasicul lui T. H. White, Regele Arthur (The Once and Future King), pe care s-a bazat muzicalul. Anii 1960 au văzut, de asemenea, o nouă adaptare a piesei Ea a lui Haggard în 1965, cu Ursula Andress în rolul nemuritoarei „Ea care trebuie să fie ascultată” și a avut o continuare în 1968, Răzbunarea ei, vag bazată pe romanul Ayesha sau întoarcerea Ei, ambele filme produse de Hammer Film Productions. Filmul muzical fantastic Mary Poppins a fost lansat în 1964, iar 1968 a văzut lansarea lui Chitty Chitty Bang Bang, bazată pe o povestire a lui Ian Fleming cu un scenariu de Roald Dahl.

### Anii 1970
Elemente fantastice ale legendei arthuriene au fost din nou prezentate, deși în mod absurd, în Monty Python și Sfântul Graal din 1975. De asemenea, Harryhausen a revenit pe marele ecran în anii 1970 cu două filme fantastice cu Sinbad, Călătoria de aur a lui Sinbad (1974) și Sinbad și ochiul tigrului (1977). Filmul de animație Wizards (1977) a avut un succes limitat la box office, dar a obținut statutul de film idol. A mai apărut și The Noah (1975), un film postapocaliptic care nu a fost lansat niciodată în cinematografe, dar a devenit un film idol când a fost lansat în sfârșit pe DVD în 2006. Unii ar considera că De vorbă cu Dumnezeu din 1977, cu George Burns în rolul principal, este un film fantastic, iar Cerul poate să aștepte (1978) a fost un remake de succes al fanteziei bangsiene Noul Domn Jordan din 1941 (nu a Raiul mai poate aștepta din 1943).
Câteva filme din subgenul lume pierdută cu buget redus au fost făcute în anii 1970, cum ar fi Ținutul uitat de timp din 1975. În rest, genul fantasy a fost în mare parte absent din filmele mainstream în acest deceniu, cu toate că Bedknobs and Broomsticks și Willy Wonka și fabrica de ciocolată (ambele din 1971) au fost două filme fantastice în ochii publicului, primul fiind predominant cu aceeași echipă care a produs Mary Poppins, iar la al doilea romanul și scenariul au fost scrise din nou de Roald Dahl.

### Anii 1980
Filmele fantastice din anii 1980 au fost inițial caracterizate de faptul că regizorii au găsit o nouă întorsătură a mitologiilor consacrate. Ray Harryhausen a adus la viață monștrii legendelor grecești în Ciocnirea titanilor, în timp ce tradiția arthuriană a revenit pe ecran în Excalibur din 1981 regizat de John Boorman). Filme precum Legenda de Ridley Scott din 1985 și Trilogia Imaginației („Trilogy of Imagination”) a lui Terry Gilliam (1981-1986) (Bandiții timpului, Brazil și Aventurile Baronului Munchausen) au explorat un nou stil artistic, cu imagini suprarealiste și intrigi care provoacă gândirea. Succesul modern al subgenului sabiei și vrăjitorie a început cam în aceeași perioadă cu Conan Barbarul din 1982, urmat de Krull și Foc și gheață în 1983, precum și o revitalizare a filmelor fantastice asemănătoare basmelor, cum ar fi Poveste fără sfârșit (1984), Domnița șoim (1985), File de poveste (1988) și Willow (1988).
Anii 1980 au început, de asemenea, o tendință de a combina decoruri moderne și efecte de film de acțiune cu concepte exotice asemănătoare fanteziei. Scandal în cartierul chinezesc (1986), regizat de John Carpenter și cu Kurt Russell în rolul principal, a combinat umorul, artele marțiale și folclorul chinezesc clasic într-un cadru modern de Chinatown. Nemuritorul, un film despre spadasini nemuritori scoțieni, a fost lansat în același an.
Jim Henson a produs două filme fantastice iconice în anii 1980, solemnul Cristalul întunecat și capriciosul film de fantezie înaltă Labirintul. Între timp, Robert Zemeckis a regizat Cine vrea pielea lui Roger Rabbit?, prezentând diverse personaje celebre de desene animate din „Epoca de aur” a animației, inclusiv Mickey Mouse, Minnie Mouse, Donald Duck, Bugs Bunny, Daffy Duck, Droopy, Wile E. Coyote și Road Runner, Motanul Sylvester, Tweety Pie, Greierul Jiminy și alții.

### Anii 1990
Anii 1990 au văzut Renașterea Disney, în care multe adaptări de succes ale operelor fantastice scrise au fost lansate de Disney Animation.
Aladdin (1992)
Armata întunericului (1992)
Frumoasa și bestia (1991)
Bram Stoker's Dracula (1992)
Inimă de dragon (1996)
Edward Mâini-de-foarfecă (1990)
Fantasia 2000 (1999)
Culoarul Morții (1999)
Ziua cârtiței (1993)
Ghost in the Machine (1995)
Hercules (1997)
Hocus Pocus (1993)
Hook (1991)
Indianul din dulap (1995)
Jumanji (1995)
Kazaam (1996)
Matilda (1996)
Întâlnire cu Joe Black (1998)
Mulan (1998)
Eroare genetică (1990)
Prințul Egiptului (1998)
Prințesa Mononoke (Mononoke Hime) (1997)
Povestea jucăriilor (1995)
Povestea jucăriilor 2 (1999)
The Wind in the Willows (Mr Toad's Wild Ride) (1996)
Vrăjitoarele (1990)

### Anii 2000
Anii 2000 au cunoscut o revitalizare a genului. Acest lucru a fost amplificat de succesul seriilor Stăpânul Inelelor și Harry Potter, care a stimulat o mișcare în adaptările cinematografice ale operelor literare fantastice, inclusiv Cronicile din Narnia, Tales from Earthsea (Gedo senki), Eragon, Inimă de cerneală și Busola de aur. Trilogia prequel Războiul Stelelor și Pirații din Caraibe au avut, de asemenea, succes la box office.
300 (2006)
Alvin & the Chipmunks (2007)
Anji (2004)
Atlantida: Imperiul dispărut (2001)
Azi 13 mâine 30 (2004)
Big Fish (2003)
Podul către Terabithia (2007)
Frații Grimm (2005)
The Chronicles of Narnia (2005-10)
Coraline (2009)
Corpse Bride (2005)
Crouching Tiger, Hidden Dragon (2000)
The Curious Case of Benjamin Button (2008)
D-War (2007)
Din nou la 17 ani (2009)
Dorian Gray (2009)
Dungeons & Dragons (2000-2012)
Elf (2003)
The Emperor's New Groove (2000)
Enchanted (2007)
Eragon (2006)
Fat Albert (2004)
Busola de aur (2007)
Harry Potter (2001–2011)
The Hexer (2001)
How the Grinch Stole Christmas (2000)
Howl's Moving Castle (2004)
The Imaginarium of Doctor Parnassus (2009)
Imagine That (2009)
Inkheart (2008)
The Invention of Lying (2009)
King Kong (2005)
Lady in the Water (2006)
Lemony Snicket's A Series of Unfortunate Events (2004)
Looney Tunes: Back in Action (2003)
The Lord of the Rings (2001–2003)
The Lovely Bones (2008)
The Master of Disguise (2002)
Monsters Inc. (2001-13)
Nanny McPhee (2005)
Night Watch (2004)
Pan's Labyrinth (2006)
Peter Pan (2003)
Pirates of the Caribbean (2003-2017)
Prezzemolo (2003)
Race to Witch Mountain (2009)
The Science of Sleep (2006)
The Secret of Kells (2009)
The Seeker: The Dark Is Rising (2007)
Shrek (2001-2010)
Spider-Man (Raimi trilogy) (2002-2007)
The Spiderwick Chronicles (2008)
Spike (2008)
Spirited Away (2002)
Stardust (2007)
Star Wars Episodes I-III (1999-2005)
Tales from Earthsea ((2006)
Treasure Planet (2002)
Twilight (2008–2012)
Underworld (2003-2016)
Where the Wild Things Are (2009)
Zathura: A Space Adventure (2005)

### Anii 2010
La începutul anilor 2010 a continuat ecranizarea unor cărți aflate la modă în anii 2000. De asemenea, în acest deceniu au fost răspândite și remake-urile de filme fantastice mai vechi, în special de la Walt Disney Pictures.
Abraham Lincoln: Vânător de Vampiri (2012)
Aladdin (2019)
Alice în Țara Minunilor (2010)
Alice în Tara Oglinzilor (2016)
Aquaman (2018)
A Monster Calls (2016)
A Wrinkle in Time (2018)
Baahubali: The Beginning (2014)
Baahubali 2: The Conclusion (2017)
Beauty and the Beast (2017)
Black Panther (2018)
Brave (2012)
Christopher Robin (2018)
Cinderella (2015)
Clash of the Titans (2010) și continuarea sa din 2012 Wrath of the Titans
Conan the Barbarian (2011)
Crimson Peak (2015)
Dark Shadows (2012)
Doctor Strange (2016)
Fantastic Beasts: The Crimes of Grindelwald (2018)
Fantastic Beasts and Where to Find Them (2016)
Frozen (2013)
Frozen II (2019)
Godzilla: King of the Monsters (2019)
Goosebumps (2015)
Călătoriile lui Gulliver (2010)
Harry Potter și Talismanele Morții. Partea 1 (2010)
Harry Potter și Talismanele Morții. Partea 2 (2011)
Hop (2011)
How to Train Your Dragon (2010–19)
Immortals (2011)
Into the Woods (2014)
Jack și uriașii (2013)
John Carter (2012)
Life of Pi (2012)
Maleficent (2014)
Maleficent: Mistress of Evil (2019)
Mary Poppins Returns (2018)
Maximum Shame (2010)
Măria Ta (2011)
Midnight in Paris (2011)
Mirror Mirror (2012)
Miss Peregrine's Home for Peculiar Children (2016)
Oz the Great and Powerful (2013)
Paddington (2014)
Pan (2015)
Percy Jackson & the Olympians: Sea of Monsters (2013)
Percy Jackson & the Olympians: The Lightning Thief (2010)
Pete's Dragon (2016)
Peter Rabbit (2018)
Prince of Persia: The Sands of Time (2010)
Puss in Boots (2011)
Sardaar Ji (2015) (Punjabi)
Scott Pilgrim vs. the World (2010)
Snow White and the Huntsman (2012)
Song of the Sea (2014)
Sucker Punch (2011)
The Bastard Sword (2018)
The BFG (2016)
The Hobbit (2012–14)
The Jungle Book (2016)
The Kid Who Would Be King (2019)
The Last Airbender (2010)
The Lorax (2012)
The Muppets (2011)
The Nutcracker and the Four Realms (2018)
Trolls (2016)
The Shape of Water (2017)
The Sorcerer's Apprentice (2010)
Thor: Ragnarok (2017)
Thor: The Dark World (2013)
Thor (2011)
Toy Story 3 (2010)
Toy Story 4 (2019)
Wonder Woman (2017)

### Anii 2020
Anii 2020 începând cu 2023 au arătat un interes din ce în ce mai mare din partea studiourilor de a adapta jocurile video în film: Vânătorul de monștri, Ariciul Sonic, Super Mario Bros: Filmul și Dungeons & Dragons: Frăția hoților.
Animale fantastice: Secretele lui Dumbledore (2022)
Ariciul Sonic (2020)
Ariciul Sonic 2 (2022)
Bloodshot (2020)
Dolittle (2020)
Dragonheart: Vengeance (2020)
Dungeons & Dragons: Honor Among Thieves (2023)
Encanto (2021)
Fantasy Island (2020)
Jiu Jitsu (2020)
Monster Hunter (2020)
Mulan (2020)
Nahuel and the Magic Book (2020)
Oamenii-Lup (2020)
Tot înainte (2020)
The Old Guard (2020)
Spider-Man: No Way Home (2021)
The Super Mario Bros. Movie (2023)
Trolls World Tour (2020)
The Witches (2020)
Wonder Woman 1984 (2020)